# Турича
Турича (укр. Турича) — село в Ивано-Франковской поселковой общине Яворовского района Львовской области Украины.
Население по переписи 2001 года составляло 51 человек. Занимает площадь 0,276 км². Почтовый индекс — 81080. Телефонный код — 3259.